# ديفيد شو (لاعب كرة قدم أمريكية)
ديفيد شو (بالإنجليزية: David Shaw)‏ هو مدرب رياضي أمريكي، ولد في 31 يوليو 1972 في سان دييغو في الولايات المتحدة.

## وصلات خارجية
- ديفيد شو على موقع كلية كرة السلة في سبورتس رفرنس.كوم (الإنجليزية)